# La guerra del Tiburtino III
La guerra del Tiburtino III è un film del 2023 diretto da Luna Gualano.

## Trama
Alla periferia di Roma dal cielo cade un meteorite. Dopo l'accaduto tutti gli abitanti cominciano a comportarsi in maniera strana e Pinna decide di indagare scoprendo così che gli alieni sono arrivati per poter conquistare il mondo.

## Distribuzione
Il film è stato distribuito nelle sale cinematografiche italiane a partire dal 2 novembre 2023.